# Esplanadteatern

Esplanadteatern är en av Sveriges största amatörteaterföreningar med nästan 200 medlemmar (2020) och har sin verksamhet i Lidköping. Esplanadteatern är medlem i Amatörteaterns Riksförbund (ATR) och Ung Teaterscen . Esplanadteaterns verksamhet omfattar barngrupper, familjeföreställningar, riksomfattande kurser med mera.

## Historia
Teaterföreningen tog sin början i Lidköping år 1987. Teatern hamnade efter flytt i Orionhuset för några års verksamhet innan den 1997 flyttade till övervåningen på Rörstrandsfabriken i Lidköping. Under åren på Rörstrand växte Esplanadteatern i såväl medlemsantal som i verksamhet och lokalerna blev med tiden otillräckliga. I september 2006 flyttade man till lokaler i gamla Sockerbruket.